# Bungarus slowinskii
Espèce
Statut de conservation UICN

 VU B1ab(iii) : Vulnérable
Bungarus slowinskii est une espèce de serpents de la famille des Elapidae.

## Répartition
Cette espèce est endémique du Viêt Nam.

## Étymologie
Cette espèce est nommée en l'honneur de Joseph Bruno Slowinski (1963-2001).

## Publication originale
- Kuch, Kizirian, Nguyen, Lawson, Donnelly & Mebs, 2005 : A new species of krait (Squamata: Elapidae) from the Red River System of Nothern Vietnam. Copeia, vol. 2005, n. 4, p. 818-833.